# Марія (гора, Малайзія)
Гора Марія (малай. Gunung Maria) — гора з вулканічним конусом, розташована в районі Тавау, Сабах, Малайзія. Висота гори складає приблизно 1067 м.
Гора утворена вулканізмами пізнього плейстоцену. Разом з горою Люсія у вулканічному полі Тавау гори складаються з плейстоценових дацитів. Повідомлялося, що навколишня гірська вершина може бути джерелом геотермальної енергії. З 1979 року гора Марія є частиною парку Тавау-Гілл (Tawau Hills), в якому організовуються спортивні походи в джунглі.